# Талліннський англійський коледж
Талліннський англійський коледж (ест. Tallinna Inglise Kolledž) — загальноосвітня школа в Таллінні, Естонія з поглибленим вивченням англійської мови. В школі є початкові, середні та старші класи з учнями у віці від 7 до 18 років.

## Історія
Талліннська 7-а середня школа була утворена об'єднанням Французького ліцею Таллінна та гімназії для хлопчиків ім. Якоба Вестхольма в 1940 році. Школа розташовувалась в тій же будівлі, що і Французький ліцей до радянського періоду. Була знову перейменована в Гімназію ім. Якоба Вестхольма в 1941 році німецькими окупантами, а в 1944 році їй було повернуто назву 7-ма середня школа Таллінна, коли був відновлений радянський режим.
У 1996 році школа була перейменована в Талліннський англійський коледж і переїхала в нинішню будівлю.
6 травня 2009 була акредитована міжнародна освітня програма початкової освіти «Primary Years Programme» власником та розробником цієї програми — некомерційним освітнім фондом «International Baccalaureate®».
13 лютого 2015 була акредитована міжнародна освітня програма повної середньої освіти «Diploma Programme» цієї ж установи.

## Відомі випускники
- Рейн Ланг, Міністр юстиції[5]
- Марія Лістра, співачка[6]